# XX век до н. э.
XX (двадца́тый) век до на́шей э́ры по пролептическому юлианскому календарю — век с 1 января 2000 года до н. э. по 31 декабря 1901 года до н. э. Это 1-й век 2-го тысячелетия до н. э. Ему предшествовал XXI век до н. э., за ним следовал XIX век до н. э. Закончился 3925 лет назад.

## Правители
См. также: Список глав государств в 2000 году до н.э.
- Фараоны Египта — Ментухотеп III, Ментухотеп IV, Аменемхет I, Сенусерт I, Аменемхет II (точные даты правления спорны).
- Цари Исина — Ишби-Эрра (2017-1985), Шуилишу (1985-1975), Иддин-Даган (1974-1954), Ишме-Даган (1954-1935), Липит-Иштар (1935-1924), Ур-Нинурта (1924-1896).
- Цари Ларсы — Эмициум (2005-1977), Самиум (1977-1942), Забайя (1942-1933), Гунгунум (1932-1906), Абисарихи (1905-1895).
- Цари Элама — Хутрантемпти, Киндатту, Идатту I, Тан-Рухуратер, Идатту II (точные даты неизвестны).
- Правители Ашшура — Пузур-Ашшур I, Шаллим-аххе, Илушума (точные даты неизвестны).
- Цари Ся — Юй, Ци, Тай Кан[англ.], Чжун Кан[англ.] (существование спорно).

## События

### Египет
- Основан город Кава (Гематон) в Египте;
- Начало строительства храмового комплекса Карнак;
- Росписи гробниц в Бени-Хасане (Египет);
- 2064—1986 — династические войны в Египте.
- 1980+16−1760 — Среднее царство в Египте.
- 1991 — Египет: конец XI династии, начало XII династии.
- 1913—1903 — война между Египтом и Нубией.
- 1980—1801 (ок. 2000-ок. 1790) — 12-я династия в Египте.
- 1980—1951 (1991—1962 или 2000—1970) — фараон Аменемхет I. Основание крепости Иттауи — новой столицы неподалёку от Мемфиса. Поход на Эфиопию. Ослабление власти номархов.
- 1951 — Аменемхет убит придворными евнухами; вельможа Синухет бежит в Сирию.
- 1951—1916 (1962—1928) — фараон Сенусерт I, сын Аменемхета I; соправитель отца с 1960 (1969). Возвращение Синухета в Египет. Поход Сенусерта на Эфиопию. Строительство крепостей в Эфиопии. Посылает наместников в Палестину и Сирию. Война с ливийцами.
- 1916—1886 — фараон Аменемхет II.

### Месопотамия и Сирия
- Первые сведения о городе Халеб, центре государства Ямхад;
- В Эшнунне составлен Законник Билаламы;
- Записаны законы Исина;
- 1932 — амореи захватывают Ур.
- Ок. 1900 — падение последней династии Шумера.
- Ок. 2000 — вторжение амореев в Финикию.
- Аморейские царства в Двуречье. Царство со столицей в Исине (Аккад) и Ларсе (Шумер). Государства Эшнунны (аморейское) и Мари. Исин и Ларса ведут постоянную борьбу.
- Начало века — сборник законов царя Эшнунны Билаламы.
- Первая половина века — правитель Ашшура Шалимахум.
- Вторая половина века — пятый царь династии Исина Липит-Иштар. Восстание амореев. Его подавление Урнинуртой, преемником Липитиштара.
- Ок. 1945 — Илушума, ишшаккум Ашшура. Захват районов на Нижнем Тигре и в других местах Двуречья. Подчинение Месопотамии.
- Ок. 1920 — Правитель Ашшура Эришум I, сын Илушумы. Строительство храма Ашшура и храма Адада.

### Другие регионы
- XX—VIII века — бронзовый век в Европе.
- Ок. 2000 — появление кельтов в Европе.
- Ок. 2000 — возведение мегалитов в Карнаке (Франция).
- Ок. 2000 — круг Эйвбери — монумент в Англии: огромные камни, составляющие круг 365 метров в диаметре.
- Ок. 2000 — миграция «людей Белл-Бикер» из Испании и Португалии в Германию.
- 1900 — вторжение Ахейцев в Грецию.
- Ок. 2000 — ок. 1450 — расцвет критской цивилизации.
- Ок. 2000 — строительство дворцового комплекса в Кноссе.
- XX—XVIII века — фестский дворец является центром Крита.
- Экологические изменения и упадок культуры Хараппы.
- Первые глоссы в Китае;
- 1994—1766 (2205—1766/83) — традиционные даты правления династии Ся в Китае. Основатель Юй. Основана членами клана Си, потомками Ю. Китайцы оттеснили жунов и ди в горы, степи и южные джунгли.
- Ок. 2000 — заселение меланезийцами Соломоновых островов.

## Важные персоны
- Липит-Иштар — царь Исина.